# 戸沢正実
戸沢 正実（とざわ まさざね）は、江戸時代末期の大名、明治前期の華族。位階爵位は従二位子爵。出羽新庄藩第11代（最後）藩主、同藩初代（最後）知藩事。

## 生涯
天保3年（1832年）閏11月17日、第10代藩主・正令の長男として生まれる。天保14年（1843年）に父が江戸にて死去したため家督を継ぐが、幼少であったために、隠居していた祖父の第9代藩主・正胤の補佐を受けた。正胤の死後は母親の桃令院が補佐したと伝わる。弘化3年（1846年）からは家老の吉高勘解由によって藩政改革が行なわれた。
慶応4年（1868年）の戊辰戦争では、はじめ新政府軍に協力したが、庄内藩に敗れて奥羽越列藩同盟に参加することとなり、新政府軍と敵対することになった。一時は庄内藩と協力して新政府軍を圧倒したが、間もなく反撃に遭った際に新庄藩は勝手に戦線を離脱し、同盟軍敗走の一因を作った。これに激怒した庄内藩は、新庄藩を敵と見なして新庄城を攻め落とした。この時、新庄の城下町は灰燼と化し、正実ら藩主一族や藩士らは命からがら久保田藩に落ち延びた。以後、新庄藩は新政府軍が反撃するまでの70日間、庄内藩によって占領された。この新庄藩の基本的に新政府方としての動向は、薩摩藩島津家出身であった桃令院の影響が大きいと推測される。
当初は新政府方を離脱したとして、裏切りを問われたが、薩摩藩の大山格之助を通じて釈明し許された。明治2年（1869年）6月2日、戦線離脱によって新政府軍優位を作り出した功績を賞されて、1万5,000石を加増された。同年6月には版籍奉還により、新庄藩知事となった。城は消失していたため城下の常盤町の別邸に住んだが、明治3年（1870年）8月、新庄城の仮復旧が成り、政庁と知藩事屋敷が城内に戻った。
明治4年（1871年）7月の廃藩置県によって知藩事職を免職となり、8月には東京に移住した。1884年（明治17年）7月8日、子爵に叙爵された。
明治29年（1896年）8月16日に死去した。享年65。

## 家族
父母
- 戸沢正令（父）
- 桃令院 ー 島津重豪の十二女（母）

妻
- 小笠原茂代子 ー 小笠原忠徴の娘（正妻）
- 松平章子 ー 松平忠固の娘（継妻）
- 青山銀子 ー 青山忠良の娘（継々妻）
- 松平愛子 ー 松平信順の娘（継々々妻）
- 酒井錦子 ー 酒井忠発の娘（継々々々妻）

側室
- 美重

子女
- 戸沢正定（長男）生母は美重（側室）
- 戸沢富寿（次男）
- 戸沢慶子 ー 男爵島津隼彦夫人、生母は錦子（継々々々妻）
- 戸沢益子 ー 子爵米津政賢夫人
- 戸沢敬子 ー 男爵岩倉具徳夫人

## 栄典
- 1887年（明治20年）12月26日 - 正四位[2]